# Calyptrogyne herrerae
Calyptrogyne herrerae là loài thực vật có hoa thuộc họ Arecaceae. Loài này được Grayum mô tả khoa học đầu tiên năm 1998.